# Teatro Municipal General San Martín
El Teatro San Martín es un teatro de la ciudad de Buenos Aires, Argentina, ubicado en la céntrica Avenida Corrientes. Es uno de los teatros más importantes de la Argentina y ofrece lugares para la representación de obras escénicas y cinematográficas, y diferentes exposiciones artísticas. Forma un complejo junto al Centro Cultural General San Martín, pero ninguno depende del otro.

## Historia
Los proyectos para la construcción de este teatro datan de 1908 cuando el diputado Alfredo Palacios presenta un proyecto de ley que no trataron las cámaras. Sucede algo parecido con una ordenanza que sancionó el Concejo Deliberante de la Ciudad de Buenos Aires, que ordenaba la creación del Teatro Popular de Buenos Aires, que no promulgó el Intendente Joaquín de Anchorena.
El 26 de noviembre de 1936 el intendente Mariano de Vedia y Mitre dispone la construcción de un edificio para alojar el Teatro del Pueblo, dirigido por Leónidas Barletta. El 23 de diciembre de ese mismo año se expropió un teatro ubicado en Av. Corrientes 1530, el Teatro Nuevo (inaugurado en 1911), y Barletta recibe una concesión de 25 años, que sería interrumpida el 3 de diciembre de 1943, luego del golpe de Estado ocurrido ese mismo año.
El 23 de mayo de 1944 se inauguró en el mismo lugar el Teatro Municipal de Buenos Aires para el fomento y difusión del teatro argentino. El teatro recibió en 1950 el nuevo nombre de Teatro General San Martín (en homenaje por los 100 años del fallecimiento de dicho prócer). La compañía Benito Roggio e Hijos comenzó a construir el edificio actual, proyectado por los arquitectos Mario Roberto Álvarez y Macedonio Ruiz, el 24 de junio de 1954, siendo el intendente municipal el arquitecto Jorge Sabaté nombrado por el presidente Juan Domingo Perón. 
El nuevo Teatro San Martín fue finalmente inaugurado por el intendente Hernán Giralt el 25 de mayo de 1960 (Sesquicentenario de la Revolución de Mayo), pero comenzó a operar un año después. Se convirtió en uno de los centros culturales más influyentes de Latinoamérica, ya que en los treinta mil metros cuadrados distribuidos en trece pisos y cuatro subsuelos, el edificio posee tres salas teatrales, varios salones de exposición y un cine.
En 1962 se proyectó hacia la calle Sarmiento el Centro Cultural San Martín, un conjunto de dos edificios interconectado con el teatro, que se inauguró en 1970. En el año 2000, el Teatro San Martín se transformó en la sede de la Dirección General y Artística del Complejo Teatral de Buenos Aires.

## Edificio

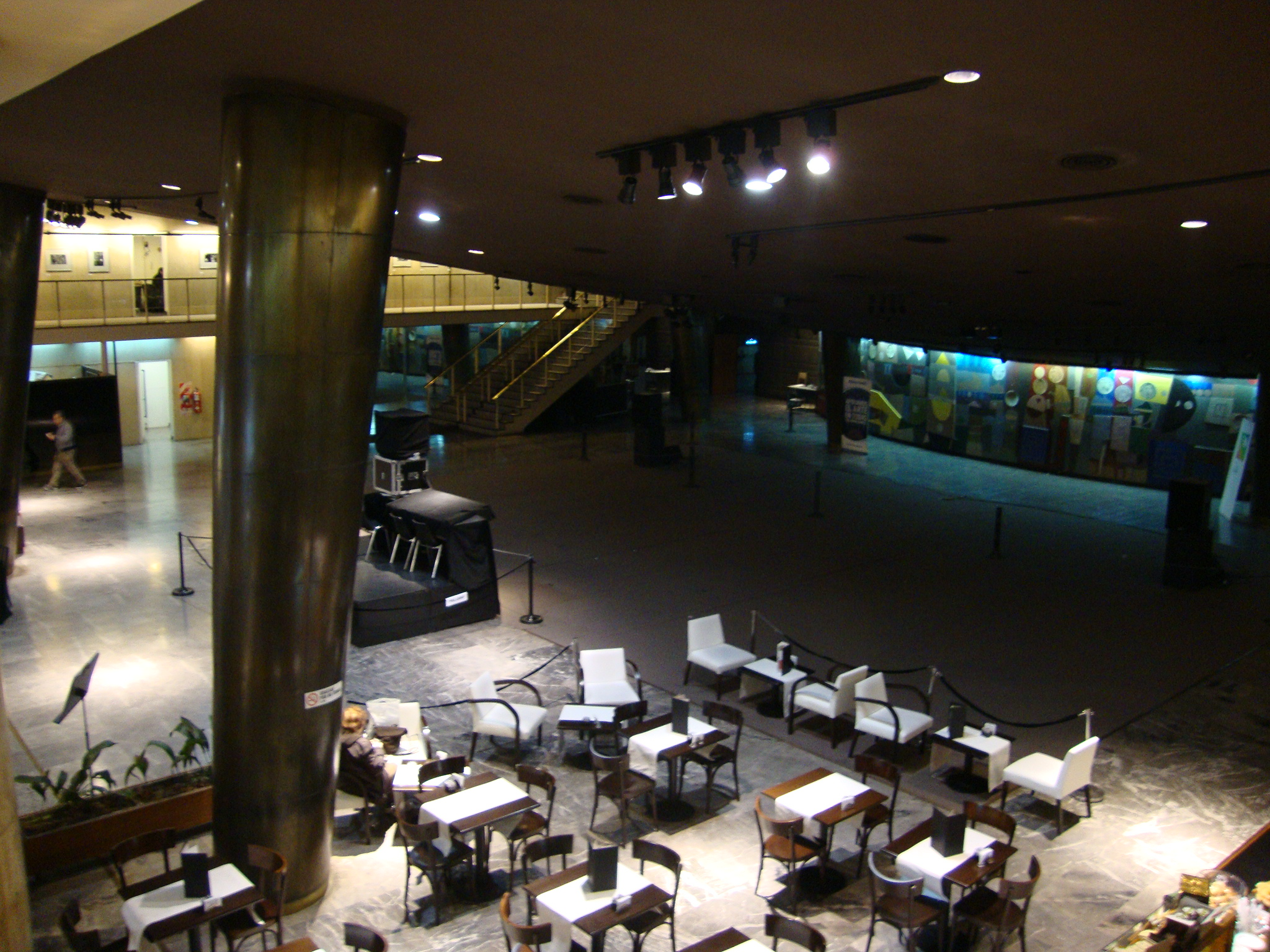
Hall y confitería del teatro, con la sala Coronado elevada sobre columnas

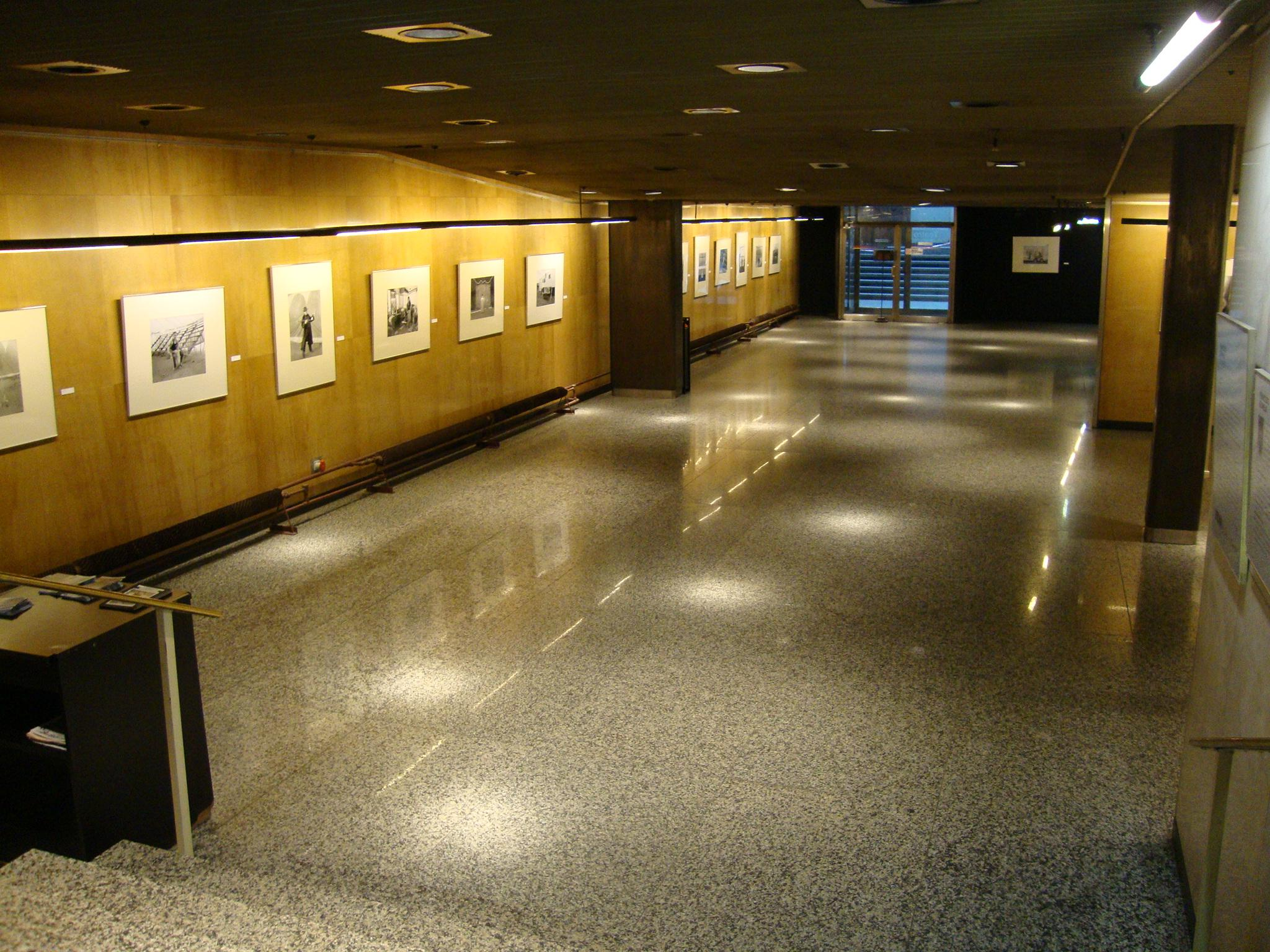
Fotogalería subterránea que conecta con el centro cultural

Cuando los arquitectos Álvarez y Ruiz describieron su proyecto en una publicación de 1959, explicaron extensamente las ideas rectoras y las decisiones tomadas al diseñar el Teatro Municipal en 1954: el problema fundamental del teatro era las limitaciones que imponía el terreno elegido para el edificio, ubicado entre medianeras. Así, decidieron separar claramente las diversas funciones que deberían distribuir, y pensarlas como bloques edilicios independientes, logrando así concebir al proyecto en “etapas”. En el primer bloque, mirando a la Avenida Corrientes, estarían las oficinas de administración y la Secretaría de Cultura, seguido por un volumen conteniendo a las dos salas de espectáculos, luego el bloque alto con el escenario, camarines y sectores de mantenimiento, y finalmente el sector de la Escuela de Artes Dramáticas y estacionamiento subterráneo, mirando a la calle Sarmiento y a construir posteriormente.
El edificio del Teatro General San Martín se presenta a primera vista con una fachada del tipo muro cortina, con una estructura de perfiles de aluminio y paneles de vidrio. Es un edificio que se puede encuadrar dentro de los postulados del funcionalismo y el movimiento moderno a los cuales Álvarez adhirió desde el comienzo de su carrera. Una amplia marquesina sostenida por tensores desde la fachada cubre la vereda de la Avenida Corrientes y protege a los transeúntes, al mismo tiempo que fue pensada con baldosas de granito en su parte superior para poder realizar filmaciones desde ese punto.
La fachada exterior corresponde al primero de los tres cuerpos que componen al edificio, que tiene trece niveles y está destinado a oficinas administrativas del teatro. El segundo cuerpo está compuesto por las salas, que se encuentran dispuestas una sobre la otra en distintos niveles; y el tercero fue pensado para englobar talleres, equipos de iluminación y sonido, camarines, salas de ensayo y de mantenimiento.
El acceso, que se da desde la Avenida Corrientes, conduce directamente al hall principal “Carlos Morel” revestido en piedra, que ocupa casi todo el ancho del terreno (excepto la medianera sur, donde está el núcleo de ascensores) y está dominado por un volumen que encierra a la sala Martín Coronado, sostenido por inmensas columnas inclinadas, de tal forma que su piso actúa como techo del hall. Este espacio presenta un mural cerámico de Juan Batlle Planas, alusivo al arte musical, de 24 por 2,90 metros.
Hacia el fondo de este espacio se encuentra un altorrelieve de cemento coloreado inaugurado en 1962 (de 4 por 2,50 metros) del escultor José Fioravanti, titulado "Alegoría al teatro". Y sobre las paredes laterales de la sala pueden verse las esculturas "El drama" y "La comedia", ejecutadas entre 1957 y 1958 por el artista plástico Pablo Curatella Manes. 
Dos escaleras laterales conducen a un entrepiso que balconea al hall, donde suelen realizarse exposiciones. Finalmente, al fondo y hacia la medianera norte, se encuentra bajando un desnivel un pasillo que desde 1985 funciona como fotogalería, y que comunica directamente con el Patio de las Esculturas del Centro Cultural San Martín, en la calle Sarmiento.

### Salas

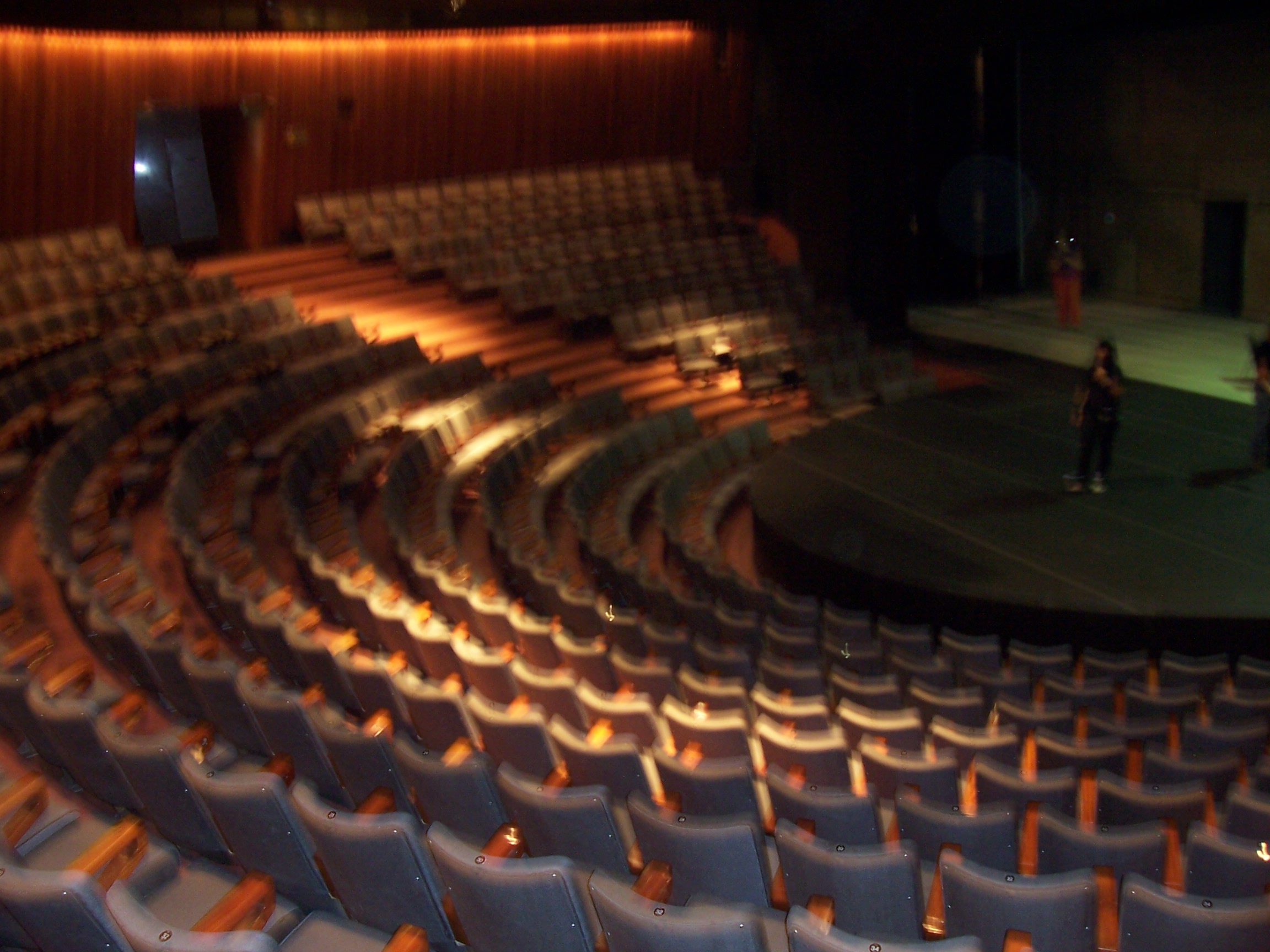
Sala Casacuberta del Teatro General San Martín con capacidad para 566 espectadores.

El teatro cuenta con tres salas para representaciones artísticas: 

#### Sala Martín Coronado
La mayor de las tres salas del teatro es la Martín Coronado, así llamada en homenaje a uno de los pioneros de la dramaturgia argentina. Con sus dos plateas escalonadas, tiene capacidad para 1049 espectadores. Su escenario a la italiana está provisto de una boca de medidas variables (entre 11 y 16 metros) y dispone de una sección central que puede desplazarse verticalmente, en forma total o parcial, mediante nueve ascensores que actúan simultánea o separadamente. Contiene además un foso levadizo para orquesta y modernos sistemas de iluminación y sonido. 
En el hall de la Sala Martín Coronado se encuentra un altorrelieve de cemento coloreado inaugurado en 1962 (de 4 por 2,50 metros) del escultor José Fioravanti, titulado Alegoría al teatro. Y sobre las paredes laterales de la sala pueden verse las esculturas El drama y La comedia, ejecutadas entre 1957 y 1958 por el artista plástico Pablo Curatella Manes. 

#### Sala Casacuberta
La Sala Juan José de los Santos Casacuberta debe su nombre al destacado intérprete dramático del siglo XIX –quizás el primer actor criollo de la historia– y tiene capacidad para 566 personas, en una platea semicircular dividida en tres sectores radiales. Por delante de ésta se proyecta un tablado levadizo que puede ser escenario, piso de platea o foso de orquesta, a continuación del cual se encuentra el escenario propiamente dicho, de 35 metros de ancho por 6 de profundidad.
En el hall de esta sala puede verse un gran mural (de 35 por 11 metros) del artista Luis Seoane, denominado El nacimiento del Teatro Argentino e inaugurado en 1960. También honran este espacio el relieve alegórico en terracota del escultor Carlos de la Cárcova, inaugurado en 1960, y una escultura en acero de 1958 realizada por Enio Iommi, denominada Formas continuas.

#### Sala Cunill Cabanellas
La tercera sala teatral, inaugurada en 1979 a iniciativa de Kive Staiff, entonces en su segunda época como director general y artístico del Teatro San Martín, fue bautizada Antonio Cunill Cabanellas en homenaje al director y pedagogo catalán a quien tanto debe el teatro argentino. Consagrada a las propuestas experimentales, la capacidad de la sala (de aproximadamente 200 espectadores) puede variar con los desplazamientos y modificaciones de la relación entre el escenario y la platea, de acuerdo con las necesidades de puestas no convencionales, para las que su estructura es particularmente apta.
En el Hall de la sala se encuentra el mural cerámico Los Hermanos Podestá (de 1,65 por 1,65 metros) de Luis Diego Pedreira. La obra, inaugurada en 1957 junto con el Teatro San Telmo, estuvo a punto de ser destruida en 1970 por un incendio en el que se salvó milagrosamente, y en 1999 fue donada al Teatro San Martín.

#### Sala Leopoldo Lugones
Una sala destinada exclusivamente a la proyección de películas, inaugurada en 1967 con la proyección de La pasión de Juana de Arco de Carl T. Dreyer. Cuenta con capacidad para 233 espectadores.
En 2006 se inauguró en el hall de esta sala un mural realizado en mosaico por Rogelio Polesello, Nunca recuerdo olvidarte, de 2 por 6,80 metros. 

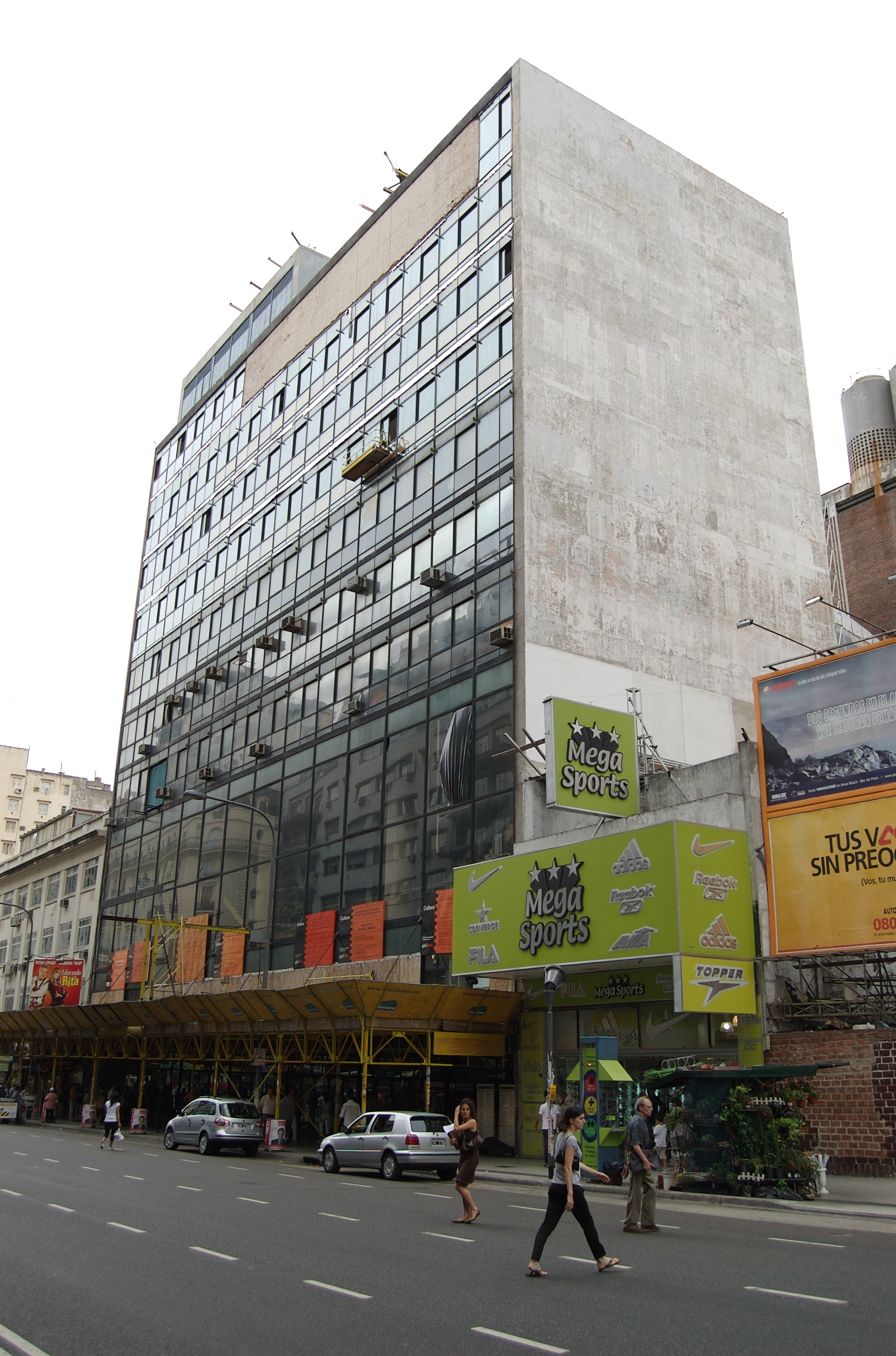
Fachada principal en 2008, durante su restauración.

### Remodelación y actualidad
En 2005, durante la gestión del jefe de gobierno Aníbal Ibarra, comenzaron los trabajos de restauración del teatro, que se prolongaron durante el mandato de Jorge Telerman. La puesta en valor formó parte en un primer momento de un proyecto de modernización que también incluía al Centro Cultural San Martín, donde se construiría todo un nuevo sector subterráneo. Estos trabajos fueron finalmente suspendidos en el gobierno de Mauricio Macri, por falta de presupuesto. 
En los últimos años el teatro atraviesa un retroceso imparable, con independencia de la calidad y jerarquía de muchos de sus espectáculos. La creación del Complejo Teatral de Buenos Aires, en 2001, en vez de reforzar la producción artística del teatro público devino en vaciamiento.De las 125 producciones en 2004, quedaron solo 44 en 2014.
Recién en junio de 2010, Macri anunció que las obras se retomarían para finalizarse con un costo de US$ 10 millones, y que enviaría a la Legislatura un proyecto para que el Gobierno de la Ciudad adquiriese dos terrenos contiguos al teatro para transformarlos en una plazoleta pública. En agosto de 2010, se envió finalmente el proyecto a la Legislatura, que implica la venta de 20 inmuebles  propiedad del Gobierno de la Ciudad para obtener los fondos necesarios. En junio de 2010, tras tres años de obras frenadas se anunció que se retomarían las obras el gobierno de Mauricio Macri argumentó que se tendrían que vender 20 inmuebles propiedades del Gobierno de la Ciudad para obtener los fondos. Dichas obras fueron adjudicadas sin licitación previa y de manera directa al grupo Ictsa del empresario Nicolás Caputo también contrató las obras de remodelación del Teatro Colón y del Teatro San Martín, por 38 millones de pesos, el candidato a diputado nacional por Nueva Izquierda, Enrique Viale, conjuntamente con el exlegislador Facundo Di Filippo presentaron una denuncia pro sobreprecios en dicha obra. paralelamente entre agosto de 2013 y junio de 2014, le otorgaron a Nicolás Caputo una serie de concesiones por obras que superan los 5 millones de pesos. En abril de 2014, se conoció el informe de la Auditoría de la Ciudad en el Teatro General San Martín en el período 2013. Entre otras irregularidades, los auditores encontraron anomalías en el manejo y control de los fondos públicos, debilidades en el manejo de la información operativa, y en la comunicación entre las áreas de la administración

## Lista de espectáculos
- Festival de la OTI 1980

## Nota
1. ↑  Álvarez, Mario Roberto; Ruiz, Macedonio (1959). Teatro Municipal General San Martín. Infinito.
2. ↑  «Teatro Municipal General San Martín». www.modernabuenosaires.org. Consultado el 5 de junio de 2020.
3. ↑  Por primera vez, arreglan por completo el Teatro San Martín Archivado el 13 de octubre de 2008 en Wayback Machine. Diario Clarín, 19/01/2005
4. ↑  http://tiempo.infonews.com/nota/88212/centro-cultural-san-martin-denuncian-el-vaciamiento-de-los-cursos-y-talleres
5. 1 2  «Copia archivada». Archivado desde el original el 27 de mayo de 2014. Consultado el 19 de diciembre de 2015.
6. ↑  La remodelación del San Martín costará US$ 10 millones Diario Clarín, 15/06/2010
7. ↑  Por obras en San Martín, Macri vende inmuebles (enlace roto disponible en Internet Archive; véase el historial, la primera versión y la última). Diario El Argentino, 10-08-2010
8. ↑  «Copia archivada». Archivado desde el original el 4 de marzo de 2016. Consultado el 15 de diciembre de 2015.
9. ↑  http://nueva-ciudad.com.ar/notas/201511/22394-denuncian-el-vaciamiento-del-teatro-san-martin.html
10. ↑  Quieren expropiar lotes para ampliar el Teatro San Martín Diario Clarín, 16 de junio de 2010
11. ↑  Ya está lista la nueva fachada del teatro San Martín Archivado el 11 de octubre de 2015 en Wayback Machine. La Política Online, 14 de octubre de 2011
12. ↑  «Copia archivada». Archivado desde el original el 17 de junio de 2016. Consultado el 17 de junio de 2016.
13. ↑  http://www.radionacional.com.ar/el-auditor-general-de-la-ciudad-afirmo-que-macri-miente-impunemente/ (enlace roto disponible en Internet Archive; véase el historial, la primera versión y la última).